# Азілія Бенкс
Азілія Аманда Бенкс (англ. Azealia Amanda Banks; нар. 31 травня 1991) — американська реперка. Виросла в районі Гарлем у Нью-Йорку, почала випускати музику через Myspace у 2008 році, перш ніж у 18 років підписала контракт з XL Recordings. У 2011 році її дебютний сингл «212» став вірусним і увійшов у кілька міжнародних чартів. Згодом Бенкс підписала контракт з Interscope і Polydor Records, а потім розійшлася з ними в липні 2013 року. Зрештою, Бенкс стала незалежною артисткою і заснувала власний незалежний лейбл Chaos & Glory Recordings після багаторазового негативного досвіду з попередніми лейблами.
Бенкс випустила три мікстейпи (Fantasea у 2012 році, Slay-Z у 2016 році та Yung Rapunxel: Pt.II у 2019 році), один студійний альбом (Broke with Expensive Taste у 2014 році) та два мініальбоми (1991 у 2012 році та Icy Colours у 2018 році). Її другий і третій студійні альбоми Fantasea II: The Second Wave і Business & Pleasure чекають виходу. Головні сингли з них «Anna Wintour» і «Black Madonna» випущені у квітні 2018 року та червні 2020 року відповідно. У грудні 2017 року Бенкс дебютувала в кіно в музичній драмі Love Beats Rhymes, зігравши головну героїню.
Протягом усієї кар'єри присутність Бенкс у соціальних мережах та її відверті погляди, особливо щодо політики та раси у США, викликали значні суперечки, критику та ретельний розгляд ЗМІ.

## Життя та кар'єра

### Ранні роки та початок кар'єри
Азілія Аманда Бенкс народилася 31 травня 1991 року в районі Мангеттен Нью-Йорка; наймолодшою з трьох дітей. Її мати-одиначка виховувала дітей у Гарлемі після того, як їхній батько помер від раку підшлункової залози, коли їй було два роки. Після смерті батька Бенкс каже, що її мати «стала справді аб'юзивною — фізично та словесно. Вона била мене та моїх сестер бейсбольними битами, била головами об стіни, і завжди говорила мені, що я потворна. Я пам'ятаю одного разу вона викинула всю їжу з холодильника, аби нам не було що їсти». Через ескалацію насильства, Бенкс переїхала з дому матері в 14 років, щоб жити зі старшою сестрою.
У молодому віці Бенкс зацікавилася музичним театром, танцями, акторською майстерністю та співом. У 16 років вона знялася у постановці комедійно-нуарного мюзиклу «Місто ангелів», де на неї звернув увагу агент, який відправив її на прослуховування для TBS, Nickelodeon, але все безрезультатно. На цьому етапі Бенкс вирішила припинити акторську кар'єру, посилаючись на жорстку конкуренцію та загальне відчуття невиконаності. Через цю неповноцінність вона почала писати реп і R&B пісні. Вона так і не закінчила середню школу, замість цього вирішила йти за мрією стати музичною артисткою.
Під псевдонімом Miss Bank$ вона випустила дебютний запис «Gimme a Chance» онлайн 9 листопада 2008 року. Запис супроводжувався композицією власного продакшну «Seventeen», де використовувався семпл однойменної пісні Ladytron. Бенкс надіслала обидва треки американському діджею Diplo. Пізніше того ж року вона підписала угоду з лейблом звукозапису XL Recordings і почала співпрацювати з продюсером Річардом Расселом у Лондоні, залишивши лейбл пізніше того ж року через конфлікт в ідеях.

### 2011—2012: 1991 і Fantasea
Після розриву з XL Recordings Бенкс відмовилася від псевдоніма «Miss Bank$» і офіційно стала Азілією Бенкс. Після цього переїхала в Монреаль. Використовуючи YouTube, завантажила кілька демонстраційних треків, зокрема «L8R» та кавер на «Slow Hands» гурту Interpol. Після закінчення терміну дії канадської візи Бенкс повернулася до Нью-Йорка, де продавала брелоки в джаз-клубі Мангеттена і танцювала в стрип-клубі Queens, щоб звести кінці з кінцями.
У вересні 2011 року Бенкс випустила дебютний сингл «212» для безплатного завантаження зі свого вебсайту. Він був офіційно випущений 6 грудня 2011 року як головний сингл з EP 1991. Композиція мала помірний успіх в європейських чартах, досягнувши 14-го місця в Нідерландах, 12-го місця в Сполученому Королівстві та 7-го місця в Ірландії.
Бенкс почала співпрацювати з британським продюсером Полом Епвортом над дебютним студійним альбомом. У грудні 2011 року було оголошено, що вона з'явиться на «Shady Love», треку з четвертого студійного альбому американської групи Scissor Sisters, Magic Hour. Супровідне музичне відео випущено в січні 2012 року після радіопрем'єри від Енні Мак (BBC Radio 1) 4 січня, хоча випуск синглу був скасований з непідтверджених причин. Бенкс випустила трек «NEEDSUMLUV (SXLND)» в Інтернеті 16 січня 2012 року, що збіглося з 33-м днем народження покійної співачки Алії, яка присутня у треку. Через тиждень з'явився другий трек, «Bambi», спродюсований Полом Епвортом, згодом обраний як саундтрек для показу мод Тьєрі Мюглера в Парижі.
У травні 2012 року Бенкс оголосила про плани випустити мікстейп, який спочатку називався Fantastic, під назвою Fantasea. До його випуску треки «Jumanji», «Aquababe» і «Nathan» (за участю репера Styles P) були доступні в Інтернеті. Fantasea була випущена через обліковий запис Бенкс у Twitter 11 липня, а наступного тижня був представлений онлайн-радіопроєкт Бенкс Kunt.FM.
Перший EP Бенкс, 1991, випущений у Великобританії 28 травня, а в США наступного дня. 4-трековий EP, який включає трек 212, не потрапив у чарт UK Albums, але заголовний трек зайняв 79-е місце в чарті UK Singles. Він також мав помірний успіх в США та англомовних країнах.
Планувалося, що Бенкс випустить другий сингл «Esta Noche» 25 вересня 2012 року, але його було скасовано в день випуску через суперечки між Бенкс та її продюсером Мунчі. Наступного місяця було підтверджено, що Бенкс працювала з Леді Гагою над двома треками, «Ratchet» і «Red Flame», над третім студійним альбомом Гаги, Artpop (2013), проте записи не були випущені. Бенкс також розповіла про співпрацю з Каньє Вестом над G.O.O.D. Music. 31 грудня 2012 року Бенкс випустила пісню «BBD», яка зрештою з'явилася на її дебютному альбомі Broke with Expensive Taste.

### 2013—2016: Broke with Expensive Taste і Slay-Z
На початку 2012 року Бенкс повідомила, що її дебютний альбом буде називатися Broke with Expensive Taste. Спочатку вона сказала, що головним синглом альбому буде трек під назвою «Miss Amor» і що він супроводжуватиметься стороною B «Miss Camaraderie», але плани змінилися: у січні 2013 року вона оголосила, що першим офіційним синглом з альбому буде «Yung Rapunxel», який був випущений у березні 2013 року через SoundCloud.
У травні 2013 року Бенкс оголосила, що другим синглом з Broke with Expensive Taste буде «ATM Jam» за участю Фаррелла Вільямса. 29 червня вона дебютувала з піснею на фестивалі в Гластонбері 2013 року, а на нью-йоркській радіостанції Hot 97 представила чисту, скорочену версію студійного запису через три дні. 11 липня повна студійна версія «ATM Jam» випущена на BBC Radio 1, а 30 серпня вона була випущена для цифрового завантаження. У листопаді 2013 року Бенкс підтвердила, що «ATM Jam» не з'явиться на Broke with Expensive Taste через негативні відгуки шанувальників і особисту незацікавленість піснею.
У середині липня Бенкс оголосила, що після довгих суперечок вона покинула Universal Music Group. Повідомлялося, що вона має права на свою роботу, яку випустила з Interscope. 28 липня 2014 року Бенкс випустила офіційний другий сингл з Broke with Expensive Taste під назвою «Heavy Metal and Reflective» на власному лейблі Azealia Banks Records.
Бенкс несподівано випустила Broke with Expensive Taste на лейблі Prospect Park на iTunes 7 листопада 2014 року. Фізичний альбом був випущений 3 березня 2015 року. У 2015 році Бенкс виступила на фестивалі Coachella Valley Music and Arts Festival і позувала оголеною для квітневого випуску Playboy. Наприкінці 2015 року Бенкс повідомила, що не змогла випустити нову музику до березня 2016 року через відокремлення від лейбла Prospect Park, але з лютого 2016 року була офіційно звільнена від контракту та могла випускати нову музику.
У лютому 2016 року Бенкс випустила сингл «The Big Big Beat», офіційне відео було завантажено на Vevo у квітні. Пісня стала провідним синглом до другого мікстейпу Бенкс, Slay-Z, який був випущений 24 березня 2016 року. У липні 2017 року Slay-Z було перевидано для iTunes, Spotify та інших музичних онлайн-платформ її незалежним лейблом Chaos & Glory Recordings. Перевидання включає спільну роботу Lunice «Crown», яка випущена як бонус-трек проєкту.

### 2017–дотепер: Icy Colors Change та майбутні проєкти
На початку 2017 року Бенкс запустила інтернет-магазин CheapyXO. На сайті представлені художні вироби, а також засоби для догляду за шкірою. На сайті також є «CheapyXO Radio», яке посилається відтворює музичний лист, який куратором якого є Бенкс. Пізніше Бенкс перезапустить сайт у 2020 році, щоб включити власний подкаст Cheapy's Two Cents, а також «Botantica XO», який складається з ритуальних предметів.
Бенкс оголосила, що її наступним проєктом буде Fantasea II: The Second Wave, продовження мікстейпу Fantasea 2012 року. 5 червня 2017 року Бенкс випустила пісню «Chi Chi», яка повинна була стати головним синглом Business & Pleasure, однак пізніше її виділили до окремого синглу. 26 червня 2017 року Бенкс випустила промо-сингл «Escapades» з майбутнього альбому Fantasea II: The Second Wave. Після річної перерви в гастролях Бенкс повернулася до Нью-Йорка, щоб розпочати турне з 20 концертами у США та Канаді. Тур розпочався 4 жовтня в Чикаго і завершився 31 жовтня в Сан-Франциско. Також протягом 2017 року відбулися виступи у Європі.
У 2015 році було оголошено, що Бенкс дебютує як головна героїня музичної драми, знятої RZA, Коко (тепер відома як Love Beats Rhymes). Офіційний прокат фільму відбувся 1 грудня 2017 року.
31 січня 2018 року Бенкс оголосила, що підписала контракт на 1 мільйон доларів США з Entertainment One. 9 березня 2018 року вона випустила «Movin' On Up» на iTunes та інших потокових платформах як другий рекламний сингл з Fantasea II: The Second Wave. Пісня раніше була представлена у фільмі Love Beats Rhymes, в якому Бенкс знялася. У березні 2018 року вона оголосила, що першим офіційним синглом з майбутнього альбому буде «Anna Wintour». Він був випущений 6 квітня 2018 року, а офіційне музичне відео на сингл було випущено 24 травня 2018 року. 6 липня був випущений другий сингл «Treasure Island». У листопаді Бенкс оголосила у своєму акаунті в Instagram, що 7 грудня вона випустить EP на різдвяну тематику Icy Colours Change. Демо заголовної композиції вийшло в грудні 2017 року. Проєкт випущений 19 грудня після кількох затримок із промо-синглу «What Are You Doing New Year's Eve?», 13 грудня. Ще один рекламний сингл з Fantasea II: The Second Wave, «Playhouse» випущений ексклюзивно на SoundCloud 12 квітня 2019 року. Бенкс вперше продемонструвала трек ще у 2016 році, відтворивши всю пісню в додатку для прямої трансляції Periscope.
У травні 2019 року Бенкс оголосила, що працює над проєктом під назвою Yung Rapunxel: Pt. II. Назва посилається на дебютний сингл Бенкс з Broke with Expensive Taste під назвою «Yung Rapunxel». Він був випущений через SoundCloud 11 вересня 2019 року, а потім був видалений.
16 грудня 2019 року Бенкс випустила сингли «Count Contessa» та «Pyrex Princess» на різних потокових платформах.
Протягом першого кварталу 2020 року Бенкс дебютувала у своєму подкасті Cheapy's Two Cents і випустила кілька синглів, включаючи «Slow Hands», кавер Interpol, раніше завантажений у 2012 році, а також «Salchichón», який продюсував Onyx. Крім того, Бенкс випустила кілька треків ексклюзивно на своєму SoundCloud, наприклад «Diamond Nova», який раніше, був B-Side її синглу «ATM Jam» 2013 року за участю та спродюсованого Фарреллом Вільямсом.
9 червня 2020 року Бенкс випустила головний сингл зі свого майбутнього альбому Business & Pleasure під назвою «Black Madonna» за участю продюсера Лекса Люгера. 23 грудня 2020 року Бенкс випустила промо-сингл «Mamma Mia» на всіх платформах. Бенкс випустила другий сингл з Business & Pleasure під назвою «Six Flags» за участю Slim Dollars 7 січня 2021 року. Прем'єра пісні відбулася двома днями раніше в подкасті Джо Баддена.
7 липня 2021 року Бенкс випустила новий сингл під назвою «Fuck Him All Night». Через кілька місяців був випущений однойменний парфум. Бенкс також оголосила, що у неї новий менеджмент.

## Артистичність
Бенкс казала, що вона захоплюється американськими виконавицями Бейонсе та Алією, заявивши, що перша «[є] королевою всього. Вона найвидатніша виконавиця і музикант. І це лише моя скромна думка, але я просто думаю, що вона краща за всіх інших». музика прямо зараз". У своїй музиці Бенкс надихається культурою чорношкірих геїв і безпосередньо спирається на неї.
AllMusic характеризує Бенкс як «стильного вокаліста, який поєднує хардкорний хіп-хоп, інді-поп і танцювальну музику». Тим часом Джон Робінсон з The Guardian вважає стиль Бенкс «привабливим поєднанням Міссі Елліотт і денс-попу». Що стосується її музичного стилю, Бенкс часто відзначалася використанням ненормативної лексики в багатьох своїх піснях, зокрема, у її повторенні слова «cunt», включаючи її дебютний сингл «212», в якому вона використовує це слово понад десять разів. Бенкс пояснює це своїм вихованням у Гарлемі. Вона також відома швидким репом або «флоу».
Після написання «212» Бенкс прийняла альтер-его «Yung Rapunxel». Бенкс називала себе Рапунцель через довгі коси, яке вона носила, коли працювала в Starbucks в підлітковому віці.

## Особисте життя
Бенкс відкрита бісексуалка. У липні 2016 року вона зізналася, що освітлювала шкіру через дефекти шкіри від її протизаплідних засобів. У грудні 2016 року Бенкс повідомила, що у неї стався викидень, і попросила поради та підтримки у своїх шанувальників.
8 серпня 2020 року Бенкс оголосила, що має намір померти шляхом евтаназії та задокументувати процес на плівку.
У лютому 2021 року Бенкс публічно оголосила про заручини з художником Райдером Ріппсом. У березні вона підтвердила, що вони розлучилися.
Бенкс відома тим, що публічно виступала з питань громадянських прав афроамериканців. У грудні 2014 року вона закликала виплатити афроамериканцям понад 100 трильйонів доларів як фінансову репарацію за поневолення їхніх предків, посилаючись на репарації США індіанським громадам і німецькі репарації євреям, які пережили Голокост, як прецедент.
У 2016 році Бенкс звернулася в Твіттер, щоб висловити підтримку президентській кампанії Дональда Трампа 2016 року. Бенкс відмовилася від підтримки Трампа в жовтні 2016 року, визнавши у Facebook, що зробила велику помилку, підтримавши його. Однак, після того, як Трамп став президентом, Бенкс опублікувала: «Він зараз мій проклятий герой. Я в захваті».
Бенкс відома суперечками з публічними діячами в соціальних мережах, зокрема в Твіттер, при цьому американське видання Complex зазначило, що «вона отримує більше уваги через свої публічні ворожнечі, ніж свою музику».
Бенкс сварилася з екіпажем і пасажирами на комерційних рейсах, в результаті чого її вилучили з авіалайнерів, і вона звинуватила деякі іноземні авіакомпанії в расизмі.
У травні 2016 року вислови Бенкс у Твіттері призвели до расистського скандалу із Зейном Маліком, а пізніше з молодою актрисою Скай Джексон. В результаті британське агентство Бенкс скасувало її бронювання та майбутній фестиваль хіп-хопу, а її обліковий запис у Твіттер було призупинено.
Серед тих, з ким Бенкс сварилася в соціальних мережах — Рассел Кроу, Ріанна, Періс Хілтон, Нікі Мінаж, Граймс, Ілон Маск.
У грудні 2016 року Бенкс опублікувала в Instagram серію відео, де детально розповідала про прибирання шафи у своїй квартирі, де вона стверджує, що займалася чаклунством. На відео видно засохлу кров, пір'я та залишки мертвих курей. У січні 2021 року вона отримала критику після того, як опублікувала в Instagram відео, на якому вона викопує та варить свого мертвого домашнього кота. Пізніше вона сказала в інтерв'ю, що не їла кота та ексгумувала його з метою таксідермізації.
У січні 2019 року Бенкс опублікувала образливі висловлювання про ірландців після виступу в Ірландії, в яких вона використовувала етнічні образи та висміювала Великий голод. Того серпня вона опублікувала расистські висловлювання про шведів після виступу у Швеції, додавши: «Мені дуже хотілося б побачити, як хтось бомбить лайно з цього місця».
У квітні 2022 року Бенкс опублікувала допис, у якому зазначила, що обожнює Володимира Путіна і вважає його своїм улюбленим «суперлиходієм», а також зазначила, що: «Україна не має права на існування» та що: «президент України є повним ідіотом, якого потрібно відсторонити від влади».
Глузувала в твіттері над українським військовим, що втратив здоров'я, пройшовши російський полон.

## Дискографія

### Студійні альбоми
- Broke with Expensive Taste (2014)

### Мініальбоми
- 1991 (2012)
- Icy Colors Change (2018)
- Мікстейпи

- Fantasea (2012)
- Slay-Z (2016)
- Yung Rapunxel: Pt. II (2019)